# Eremorhax magnus
Eremorhax magnus är en spindeldjursart som först beskrevs av Hancock 1888.  Eremorhax magnus ingår i släktet Eremorhax och familjen Eremobatidae. Inga underarter finns listade i Catalogue of Life.